# Jackson (Kentucky)
Jackson és una població dels Estats Units a l'estat de Kentucky. Segons el cens del 2000 tenia 2.490 habitants.

## Demografia
Segons el cens del 2000, Jackson tenia 2.490 habitants, 1.005 habitatges, i 661 famílies. La densitat de població era de 361,4 habitants/km².
Dels 1.005 habitatges en un 28,9% hi vivien nens de menys de 18 anys, en un 44,4% hi vivien parelles casades, en un 18,2% dones solteres, i en un 34,2% no eren unitats familiars. En el 31,4% dels habitatges hi vivien persones soles el 12,3% de les quals corresponia a persones de 65 anys o més que vivien soles. El nombre mitjà de persones vivint en cada habitatge era de 2,28 i el nombre mitjà de persones que vivien en cada família era de 2,85.
Per edats la població es repartia de la següent manera: un 20,2% tenia menys de 18 anys, un 12% entre 18 i 24, un 26,4% entre 25 i 44, un 24,9% de 45 a 60 i un 16,5% 65 anys o més.
L'edat mediana era de 40 anys. Per cada 100 dones de 18 o més anys hi havia 76 homes.
La renda mediana per habitatge era de 25.272 $ i la renda mediana per família de 33.036 $. Els homes tenien una renda mediana de 33.523 $ mentre que les dones 25.179 $. La renda per capita de la població era de 13.532 $. Entorn del 21,9% de les famílies i el 26,7% de la població estaven per davall del llindar de pobresa.

## Poblacions més properes
El següent diagrama mostra les poblacions més properes.